# رباط عشق
رباط عشق مربوط به دوره تیموریان - دوره صفوی است و در شهرستان جاجرم، روستای رباط عشق واقع شده و این اثر در تاریخ ۱۶ شهریور ۱۳۸۳ با شمارهٔ ثبت ۱۱۰۶۲ به‌عنوان یکی از آثار ملی ایران به ثبت رسیده است..